# Sarah Belzoni
Sarah Belzoni (* wohl als Sarah Banne oder Sarah Bane 1783; † 12. Januar 1870 in Jersey) war eine britische Artistin, Orientreisende und Abenteuerin.
Wo Sarah Belzoni geboren wurde, ist nicht bekannt; entweder war sie englischer oder irischer Herkunft. Auch der Geburtsname Banne ist nicht gesichert. 1803 traf sie ihren späteren Mann Giovanni Battista Belzoni, einen italienischen Artisten, der zu dieser Zeit auf Tournee durch England war. Nach ihrer Heirat noch im selben Jahr gingen die Eheleute auf Tournee auf den Kontinent, so nach Spanien und Portugal. Sarah Belzoni unterstützte ihren hünenhaften Mann bei dessen Auftritten. 
Bei einem Aufenthalt auf Malta kam Giovanni Belzoni in Kontakt mit dem Gesandten des ägyptischen Paschas, auf dessen Rat hin sie nach Ägypten gingen, wo sich Giovanni ohne größeren Erfolg als Ingenieur versuchte. Im Auftrag und mit Unterstützung des britischen Konsuls Henry Salt begann Giovanni Belzoni, altägyptische Totenstätten auszugraben, um die Funde nach Europa zu verbringen. Meist blieb Sarah Belzoni in ihren jeweiligen Wohnungen, manchmal begleitete sie ihren Mann als Mamelukenjunge verkleidet, so nach Kairo, Luxor oder Assuan. Ob und wie viel Anteil sie an der Arbeit ihres Mannes hatte, ist unklar; nur selten erwähnt dieser in seinen Schriften seine Frau. Die einzige nachhaltig wirkende Schrift war das Kapitel Frauen in Ägypten, Nubien und Syrien in einem der Bücher ihres Mannes. Obwohl sie nur einen kleinen arabischen Wortschatz hatte, konnte sie Zugang zu ägyptischen Frauen bekommen und interessierte sich für deren Privatleben, Kultur und Geschichten. Erhalten sind auch eigene Aufzeichnungen von Sarah Belzoni, die sich meist mit dem Alltag in Ägypten beschäftigten, manchmal aber auch von ihrer Sehnsucht handelten, selbst an den Arbeiten ihres Mannes teilzunehmen. Während einer Reise ihres Mannes nach Libyen blieb sie im Hause eines englischen Kaufmannes in Rosetta und vertrieb sich die Zeit damit, Eidechsen zu fangen und zu erforschen. Auch darüber berichtete sie in ihren Aufzeichnungen.
Im Januar 1818 reiste Sarah Belzoni allein ins „Heilige Land“. Zunächst machte sie für zwei Monate in Damietta Station. Im März kam sie nach Jaffa, dann nach Jerusalem, wo sie an der Heiligen Woche teilnahm und den Tempelberg bestieg. Das war nur möglich, weil sie sich als Mann verkleidet hatte; Frauen war die Teilnahme an der Heiligen Woche zu dieser Zeit verboten. Angeblich soll sie die erste Frau der Neuzeit gewesen sein, die teilnahm, wenngleich sie nur die Felsenkuppe des Tempelbergs sehen konnte. Mit einem Führer und auf einem Esel reitend bereiste sie im Mai das Jordantal, das Jerichotal, den Berg Zion und Bethlehem. Nachdem ihr Mann nicht, wie versprochen, folgte, kehrte sie nach Ägypten zurück.
1820 kehrte das Ehepaar Belzoni nach England zurück. Giovanni Belzoni hatte in der Folgezeit große Erfolge als Schausteller mit seinen ägyptischen Funden. Drei Jahre später verstarb er bei einer Expedition in Gwato im Benin. Sarah überlebte ihren Mann um 47 Jahre. Ihr Versuch, weiter aus den Erfahrungen und ägyptologischen Hinterlassenschaften ihres Mannes Profit zu ziehen, misslang. 1825 eröffnete sie eine Ausstellung, nach deren Scheitern sie mittellos zurückblieb. Freunde machten eine Eingabe beim Britischen Parlament, ihr aufgrund der Leistungen ihres Mannes eine Pension zuzuerkennen. Erst 1851 wurde diese in einer Höhe von 100 Pfund bewilligt. Zeitweise lebte Sarah Belzoni danach in Brüssel und auf den Kanalinseln. Im Alter von 87 Jahren starb sie auf der Insel Jersey.
Charles Dickens, ein Freund des Ehepaars, beschrieb Sarah Belzoni als „schöne, grazile junge Frau“. Tanja Kinkel machte Belzoni zum Mittelpunkt ihres 2008 veröffentlichten Romans Säulen der Ewigkeit.

## Belege
1. ↑  Romanbeschreibung und Rezensionen bei histo-couch.de

| Personendaten    | Personendaten                                      |
| ---------------- | -------------------------------------------------- |
| NAME             | Belzoni, Sarah                                     |
| ALTERNATIVNAMEN  | Bane, Sarah; Banne, Sarah                          |
| KURZBESCHREIBUNG | britische Artistin, Orientreisende und Abenteuerin |
| GEBURTSDATUM     | 1783                                               |
| STERBEDATUM      | 12. Januar 1870                                    |
| STERBEORT        | Jersey                                             |